# Under the Skin (película de 2013)
Under the Skin es una película de ciencia ficción y terror británico-estadounidense de 2013 dirigida por Jonathan Glazer, y escrita por Glazer y Walter Campbell como adaptación de la novela homónima de Michel Faber. Se estrenó en el Reino Unido el 14 de marzo de 2014 y en los Estados Unidos el 4 de abril. La película está protagonizada por Scarlett Johansson como una alienígena seductora quien toma como presas a hombres en Escocia. La música está compuesta por Mica Levi.
Glazer produjo Under the Skin por más de una década, eventualmente resolviéndola en ser una película que toma la perspectiva de un alienígena en el mundo humano. La mayoría de los personajes fueron interpretados por actores no profesionales, incluyendo al motociclista de carreras Jeremy McWilliams; muchas escenas fueron conversaciones espontáneas filmadas con cámara oculta en la calle. La película compitió por el León de Oro en el Festival Internacional de Cine de Venecia de 2013.
Aunque no pudo recuperar los 13,3 millones de dólares de su presupuesto, Under the Skin recibió el elogio de críticos, particularmente por la actuación de Johansson, la dirección de Glazer, y la música de Levi. Fue nombrada una de las mejores películas de 2014 por muchos críticos y publicaciones, y recibió múltiples galardones.

## Argumento
En Glasgow, Escocia, un motociclista (Jeremy McWilliams) recupera el cuerpo de una mujer joven (Lynsey Taylor Mackay) del lado de una carretera y la coloca en el maletero de una furgoneta. Una mujer desnuda (Scarlett Johansson) le desviste y toma su ropa. Va a un centro comercial y compra ropa y maquillaje. En el cielo, se ven luces que se dispersan. Ella conduce la furgoneta alrededor de Escocia, seduciendo hombres en la calle. Ella atrae a un hombre (Joe Szula) a una casa en ruinas y lo lleva hacia un vacío negro, donde es sumergido en un abismo líquido.
En una playa, la mujer intenta atraer a un nadador (Kryštof Hádek). Su conversación es interrumpida por los gritos de una pareja ahogándose. El nadador rescata al marido, pero el marido se precipita de nuevo al agua para salvar a su esposa y se ahoga. La mujer golpea al nadador en la cabeza con una roca, lo arrastra a la furgoneta, y se aleja, ignorando al niño angustiado de la pareja. Más tarde esa noche, el motociclista recupera las pertenencias del nadador, ignorando al niño, que todavía está en la playa. Al día siguiente, la mujer escucha un informe de radio acerca de la familia desaparecida.
La mujer visita un club nocturno y recoge a otro hombre (Paul Brannigan). La sigue (al ver que se quitó un poco de ropa), hasta el vacío y se sumerge desnudo en el líquido. Suspendido por debajo de la superficie, ve al nadador flotando junto a él, con vida, pero hinchado y casi inmóvil. Cuando llega a tocarlo, el cuerpo del nadador colapsa, dejando piel vacía detrás. Una masa roja desaparece por un canal.
La mujer camina por las calles, observando a la gente en su vida cotidiana; cuando se tropieza, desconocidos la ayudan a levantarse. Ella seduce a un hombre solo y sin experiencia sexual con una desfiguración facial (Adam Pearson). Llevándolo al agujero oscuro, ahí se quita toda la ropa para seducirlo, allá después de estudiar su cuerpo en un espejo, ella le permite escapar y conduce a las Tierras Altas de Escocia. El motociclista intercepta al hombre y lo mete en un coche, y se dispone a buscar a la mujer con otros tres motociclistas.
La mujer abandona la furgoneta en la niebla. Ella se acerca a un restaurante e intenta comer un pastel, pero aparentando sentir náuseas, lo escupe. En una parada de autobús, se encuentra con un hombre (Michael Moreland) que se ofrece a ayudarla. En su casa, ellos comen y ven televisión, y él la hace escuchar música. Sola en la habitación, ella se mira completamente desnuda frente un espejo, viendo que tiene un rostro hermoso y un cuerpo muy atractivo. Visitan un castillo en ruinas, donde el hombre la lleva sobre un charco y le ayuda a bajar algunos escalones. En su casa, se besan y empiezan a tener relaciones sexuales, pero ella se detiene y alarmada examina sus genitales.
La mujer huye de la casa y decide pasear por un bosque. Allí se encuentra con un leñador (Dave Acton), y se refugia en una cabaña. Ella es despertada por un guardabosques que intenta abusar sexualmente de ella. Después de que ella corriera hacia el bosque, él la toma e intenta violarla. En la lucha, él le desgarra la piel de su espalda. La piel se abre completamente dejando al descubierto un cuerpo negro sin rasgos faciales por debajo. Cuando la alien sale de su traje de piel, el guardabosques regresa, la empapa en combustible y la quema viva.

## Producción

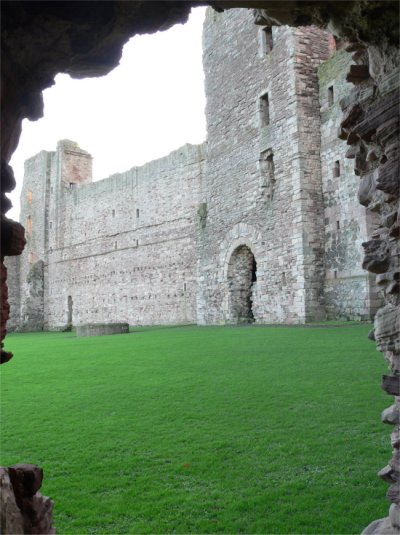
Algunas partes de Under the Skin se filmaron en el castillo Tantallon, en East Lothian (Escocia).

El director Jonathan Glazer decidió adaptar la novela de Michel Faber Under the skin después de terminar su primera película Sexy Beast (2000), pero el trabajo no empezó hasta que terminó su segunda película, Reencarnación (2004). Él y el coautor Walter Campbell inicialmente produjeron un guion sobre dos extraterrestres disfrazados de una pareja de agricultores, con Brad Pitt en el papel del marido, pero el progreso era lento. Glazer finalmente decidió hacer una película que representaba una perspectiva alienígena del mundo humano y se centró solo en el personaje femenino.
En 2015, Gemma Arterton dijo que ella había sido la elección de Glazer en el papel femenino, pero que la película necesitaba una estrella más grande para obtener financiación.
La mayoría de los personajes fueron interpretados por actores no profesionales; muchas escenas donde el personaje de Johansson recoge hombres eran conversaciones sin guion con hombres en la calle filmados con cámara oculta. Glazer dijo que los hombres fueron «dichos a través de lo extremos que tendrían que ir a si estaban de acuerdo para participar en la película una vez que entendieron lo que estábamos haciendo».
El campeón motociclista de carreras Jeremy McWilliams fue elegido como el motociclista, ya que la película requiere un motociclista de «clase mundial» que podría viajar a través de las tierras altas escocesas a altas velocidades en condiciones de mal tiempo. El leñador fue interpretado por el propietario de una ubicación buscada para la película.
Para el hombre deformado, Glazer no quería usar maquillaje ni prótesis; el equipo de producción contactó con la organización benéfica Changing Faces, que apoya a las personas con desfiguraciones faciales, y ofreció para el papel fue para Adam Pearson, que tiene neurofibromatosis y había trabajado en producción de televisión. Los guionistas utilizaron sus sugerencias sobre cómo el personaje de Johansson podría atraer a su personaje.

## Música
La banda sonora fue compuesta por Mica Levi y producida por Peter Raeburn. Raeburn sugirió a Levi a Glazer, quien la contactó después de escuchar Chopped and Screwed, su colaboración con la London Sinfonietta. Glazer quería que la música expresara sentimientos de la protagonista conforme ella experimenta cosas como la comida y el sexo por primera vez, y dirigió Levi con preguntas como «¿Cual es el sonido de estar en llamas?» o «Imagina cuando le dices a alguien una broma y no es muy buena y su reacción es un poco rebuscado». Escenas posteriores utilizan menos música, para hacer hincapié en los sonidos de la naturaleza que experimenta el personaje de Johansson.
Levi utilizó principalmente una viola para escribir y grabar más de diez meses, tomando inspiración de Giacinto Scelsi, Iannis Xenakis, John Cage y música que se interpreta en los clubes de striptease. Buscó los sonidos naturales e «identificablemente humanos» en el instrumento, entonces alteró el tono o el tempo de sus grabaciones para «hacerlo sonar incómodo». En un artículo para The Guardian, Levi escribió: «Algunas partes están destinadas a ser bastante difíciles. Si tu fuerza vital está siendo destilada por un extraterrestre, no necesariamente va a sonar muy agradable. Se supone que es físico, alarmante, caliente». De acuerdo a Pitchfork, «las cuerdas a veces se asemejan a uñas rayando una pizarra del tamaño del universo, gritando con un sentido Ligeti del horror; en otro lugar, ellas zumban sin cesar en un vórtice enorme, al igual que la banda sonora de Blade Runner de Vangelis mojada en aguarrás». The Guardian escribió que la banda sonora de Levi «reúne cuerdas, percusión, distorsiones en la velocidad y micrófonos chocando para crear sonidos que son seductores, pervertidos y compasivos». Levi ganó un Premio del Cine Europeo al mejor compositor por su trabajo.

## Estreno
Under the Skin se estrenó el 29 de agosto de 2013 en el Festival de Cine de Telluride. Se proyectó en el Festival Internacional de Cine de Venecia de 2013 y en el Festival Internacional de Cine de Toronto de 2013. Se estrenó en el Reino Unido el 14 de marzo de 2014 y en los Estados Unidos, el 4 de abril de 2014.

### Taquilla
En el Reino Unido, Under the Skin se abrió con un bruto de £ 239 000; en los Estados Unidos, abrió con $ 140 000 en cuatro salas de cine, ganándose el promedio más alto por el teatro de operaciones de todas las películas proyectadas ese fin de semana, sobre Captain America: The Winter Soldier, también protagonizada por Johansson. Under the Skin hizo $ 2 614 251 en los Estados Unidos, no haciendo la lista de las películas más taquilleras en la taquilla de Estados Unidos.
Under the Skin fue un fracaso de taquilla. Según The Guardian, su presupuesto de 13,3 millones de dólares estuvo en «la zona de peligro: no en la posición ultra baja que puede hacer una visión de futuro ejecutada sostenidamente ultra rentable ... [ni] el rango de más de $30 millones en el que la mercadotecnia empieza a enganchar audiencias masivas».

### Recepción de la crítica
Under the Skin recibió críticas positivas. La página web Rotten Tomatoes dio a la película una puntuación de 85 por ciento, basada en los comentarios de 207 críticos, con un promedio de calificación de 7.8/10. El consenso del sitio dice: «Su mensaje puede resultar difícil de alcanzar para algunos, pero con imágenes absorbentes y una actuación fascinante de Scarlett Johansson, Bajo la piel es una experiencia visual inolvidable». Metacritic, que asigna una calificación de los 100 mejores comentarios de críticos, calcula una puntuación de 78 sobre 100 basado en 42 críticas, lo que indica «críticas generalmente favorables». Metacritic también la incluye como la cuarta mejor de 2014 sobre la base de su aparición en listas de críticos.
Xan Brooks de The Guardian dio a Under the Skin cinco de cinco estrellas y la llamó «de lejos, la mejor película» en el Festival Internacional de Cine de Venecia. Peter Bradshaw, también de The Guardian, dijo que era «visualmente impresionante y profundamente perturbador» y también le dio la película cinco de cinco estrellas. Andrew Lowry de Total Film, Dave Calhoun de la revista Time Out y Kate Muir de The Times cada uno dio a la película cinco de cinco estrellas. Robbie Collin de The Daily Telegraph también le dio cinco estrellas, y escribió: «Si mis piernas no hubieran estado tan tambaleantes y mi boca tan seca, habría subido a mi asiento y aplaudido». Matt Zoller Seitz dio a la película cuatro de cuatro estrellas, y la describió como «horriblemente hermosa. Su fuerza de vida es abrumadora». Richard Roeper dio a la película una A+ y cuatro de cuatro estrellas, afirmando: «Esto es lo que hablamos cuando hablamos de cine como arte». Christy Lemire le dio cuatro de cuatro estrellas, y la calificó de una «sin dudas inquietante, singular experiencia». Jon Espino de The Young Folks le dio nueve de diez estrellas y la llamó «fácilmente una de las películas visualmente más inquietantes de 2014».

#### Listastop ten
Under the Skin fue elegida por 20 críticos y publicaciones como la mejor película del 2014 de 122 listas top ten.
- 1.er — Robbie Collin, The Daily Telegraph
- 1.er — Mark Olsen, Los Angeles Times
- 1.er — Alison Willmore, BuzzFeed
- 1.er — Noel Murray, The Dissolve
- 1.er — Devindra Hardawar, Slashfilm
- 1.er — Marc Doyle, Metacritic
- 1.er — Jim Emerson, Richard T. Jameson y Kathleen Murphy, Parallax View
- 1.er — Simon Abrams, Aaron Hillis y Stephanie Zacharek, The Village Voice
- 1.er — Matt Brennan, Thompson on Hollywood
- 1.er — Nicolas Bell, Ioncinema
- 1.er — The Guardian
- 1.er — Slant Magazine
- 1.er — Roger Ebert.com
- 1.er — Consequence of Sound
- 1.er — The Playlist
- 1.er — Movie Mezzanine
- 2.do — Justin Chang, Variety
- 2.do — Scott Tobias, The Dissolve
- 2.do — Rob Hunter, Film School Rejects
- 2.do — Andrew Wright, Parallax View
- 2.do — Angie Han, Slashfilm
- 2.do — Alan Scherstuhl, The Village Voice

En 2015, la película fue incluida en la lista de las 50 mejores películas de la década hasta ahora según The Guardian.